# Augustinuskerk (Eygelshoven)
De Augustinuskerk is een voormalig Hervormd kerkgebouw aan de Juliastraat 10 te Eygelshoven.

## Geschiedenis
De Hervormden van Eygelshoven kerkten vanaf 1945 in een schoollokaal en later in een voormalig café. Zij streefden naar een eigen kerkgebouw en dat kwam in 1956 tot stand naar ontwerp van Reinier Tybout. De kerkzaal was op de bovenverdieping, terwijl de benedenverdieping als ontmoetingsruimte werd gebruikt.
De mijnsluitingen en de ontkerkelijking deden de kracht van de Hervormde gemeente afnemen en de kerk werd in 1976 verkocht om te worden verbouwd tot woonhuis.

## Gebouw
Het betrof een zaalkerk onder zadeldak, voorzien van hoge glasvensters aan de liturgische zijde, en kleine vensters aan de ingangszijde. Aangebouwd was een smal, vierkante torenachtig bouwsel, met een frame waarin zich een klokje bevond. De verbouwing tot woonhuis leidde tot verwijdering van de hoge glasramen en van het frame met klokje. Wat bleef was een woonhuis waarvan de voormalige functie niet meer viel af te lezen.